# Fußbad

Ein elektrisches Fußsprudelbad (Massagestufe)

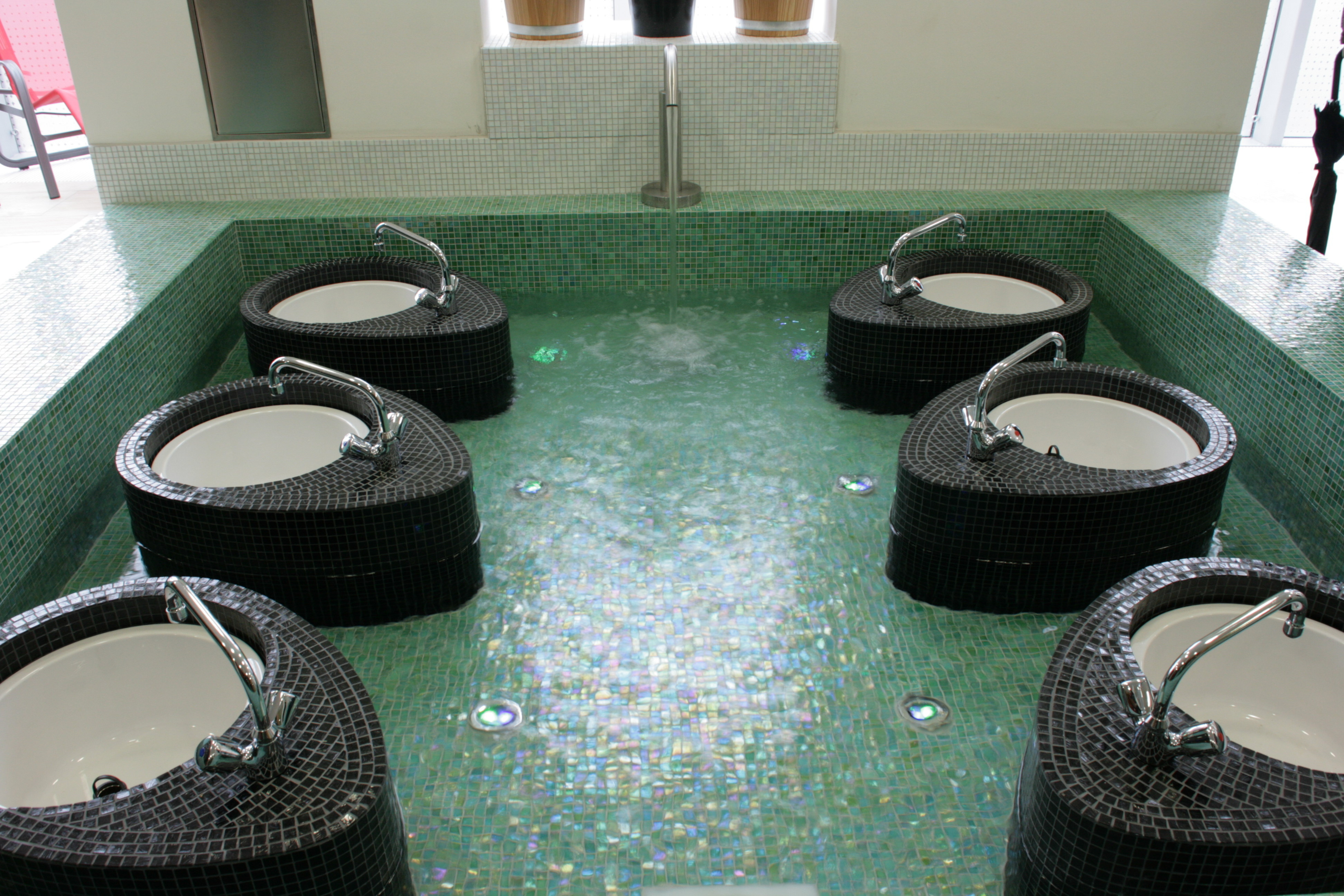
Becken für Fußbäder in einem öffentlichen Bad

Ein Fußbad ist ein Bad, das sich auf die Füße und gegebenenfalls Unterschenkel beschränkt. Dabei werden die Füße in heißem oder kaltem Wasser gebadet. Auch Wechselbäder und temperaturansteigende Bäder sind möglich. Dem Wasser kann ein Badezusatz zugegeben werden. 
Während warme Fußbäder im Winter gegen kalte Füße helfen, verschafft ein kaltes Fußbad an heißen Sommertagen wohltuende Abkühlung.
Ein Fußbad kann zur Therapie von Erkrankungen (als Teil der Hydrotherapie zum Beispiel im Rahmen der Kneippkur) eingesetzt, aber auch zur Körperpflege angewendet werden. 
Ein warmes Fußbad kann typischerweise 10 bis 20 Minuten andauern, ein kaltes ist wesentlich kürzer. Dem Bad sollten auf keinen Fall Seife oder dergleichen zugegeben werden, denn Alkalien zerstören den Säuremantel der Haut; dies kann zu einer erhöhten Anfälligkeit für Fußpilz, Nagelpilz, Ekzeme usw. führen.
Welche Zusätze sonst ins Fußbad gegeben werden können, ist abhängig von den gesundheitlichen Beschwerden, die bekämpft werden sollen.
Bei einigen Krankheiten, wie zum Beispiel akuten Venenthrombosen, sollte ein warmes Fußbad nicht angewendet werden, weil es die Venen erweitert und die Gefahr einer Embolie vergrößert.